# スタンド・バイ・ミー (オアシスの曲)
「スタンド・バイ・ミー」（原題：Stand by Me）は、1997年にオアシスが発表した楽曲、及び同曲を収録したシングル。通算14枚目のシングル。

## 概要
ノエル・ギャラガーの作詞・作曲。通算3枚目のオリジナル・アルバム『ビィ・ヒア・ナウ』からのシングル・カット。全英シングルチャートでは、同シングルリリースの3週間前にダイアナ妃が亡くなり、彼女へのトリビュート曲として発表されたエルトン・ジョンの「キャンドル・イン・ザ・ウィンド 1997」が1位であったため、2位に留まった。
ジャケットの裏面には合同結婚式の写真が使われている。

## 背景
アルバムのプロモーションのためのインタビューでノエルは、自身が最初にロンドンに引っ越した際に母親のペギーにきちんと食事を摂っているか繰り返し聞かれたため自炊をし始めたが、そのせいで食中毒になってしまったときにこの曲を書いたと述べている。
曲のタイトルは、ギャラガー兄弟の敬愛するジョン・レノンにもカバーされた、ベン・E・キングの『スタンド・バイ・ミー』による。
同じフレーズが同じメロディーでリピートされる部分はデビッド・ボウイの『すべての若き野郎ども』や、自身の『リブ・フォーエバー』に類似しているが、ノエルはコードを変えていると述べている。

## ライブパフォーマンス
ほとんどのライブのセットリストを決定していたノエルが3枚目のアルバムを好きでないため、この曲はめったにライブで披露されることはなかった。
ライブバージョンは『ファミリアー・トゥ・ミリオンズ』に収録されている。

## ミュージック・ビデオ
1997年の9月20日に撮影された。内容は、ガーディアン紙に掲載されていた『ホール・ピクチャー』という連続広告が元になっている。人々が犯罪や非社会的な行動に加担しているように見えたが、実際は他人を助けていたという内容である。

## 収録曲
- CD

1. スタンド・バイ・ミー - "Stand by Me" – 5:55
2. (アイ・ゴット)ザ・フィーバー – "(I Got) The Fever" 5:14
3. マイ・シスター・ラヴァー - "My Sister Lover" – 5:58
4. ゴーイング・ノーウェア　"Going Nowhere" – 4:41

- 7インチアナログ CRE 278

1. スタンド・バイ・ミー - "Stand by Me" – 5:55
2. (アイ・ゴット)ザ・フィーバー - "(I Got) The Fever" – 5:14

- 12インチアナログ CRE 278T

1. スタンド・バイ・ミー - "Stand by Me" – 5:55
2. (アイ・ゴット)ザ・フィーバー – "(I Got) The Fever" 5:14
3. マイ・シスター・ラヴァー - "My Sister Lover" – 5:58

- カセット CRECS 278

1. スタンド・バイ・ミー - "Stand by Me" – 5:55
2. (アイ・ゴット)ザ・フィーバー - "(I Got) The Fever" – 5:14